# Episodi di Servitore del popolo (seconda stagione)
La seconda stagione della serie televisiva Servitore del popolo, composta da 23 episodi (di cui il primo doppio), è stata trasmessa in prima visione assoluta in Ucraina dalla rete televisiva 1+1 dal 23 ottobre 2017 al 16 novembre 2017.
In Italia la stagione è stata trasmessa su LA7 dal 7 luglio 2022 al 9 agosto 2022.
| n. | Titolo originale | Titolo italiano | Prima TV Ucraina | Prima TV Italia |
| -- | ---------------- | --------------- | ---------------- | --------------- |
| 1  | Epizod 1         | Episodio 1      | 23 ottobre 2017  | 7 luglio 2022   |
| 2  | Epizod 2         | Episodio 2      | 24 ottobre 2017  | 7 luglio 2022   |
| 3  | Epizod 3         | Episodio 3      | 24 ottobre 2017  | 7 luglio 2022   |
| 4  | Epizod 4         | Episodio 4      | 25 ottobre 2017  | 12 luglio 2022  |
| 5  | Epizod 5         | Episodio 5      | 25 ottobre 2017  | 12 luglio 2022  |
| 6  | Epizod 6         | Episodio 6      | 26 ottobre 2017  | 12 luglio 2022  |
| 7  | Epizod 7         | Episodio 7      | 26 ottobre 2017  | 21 luglio 2022  |
| 8  | Epizod 8         | Episodio 8      | 30 ottobre 2017  | 21 luglio 2022  |
| 9  | Epizod 9         | Episodio 9      | 30 ottobre 2017  | 21 luglio 2022  |
| 10 | Epizod 10        | Episodio 10     | 31 ottobre 2017  | 21 luglio 2022  |
| 11 | Epizod 11        | Episodio 11     | 31 ottobre 2017  | 26 luglio 2022  |
| 12 | Epizod 12        | Episodio 12     | 1º novembre 2017 | 26 luglio 2022  |
| 13 | Epizod 13        | Episodio 13     | 1º novembre 2017 | 26 luglio 2022  |
| 14 | Epizod 14        | Episodio 14     | 2 novembre 2017  | 28 luglio 2022  |
| 15 | Epizod 15        | Episodio 15     | 2 novembre 2017  | 28 luglio 2022  |
| 16 | Epizod 16        | Episodio 16     | 6 novembre 2017  | 28 luglio 2022  |
| 17 | Epizod 17        | Episodio 17     | 7 novembre 2017  | 2 agosto 2022   |
| 18 | Epizod 18        | Episodio 18     | 8 novembre 2017  | 2 agosto 2022   |
| 19 | Epizod 19        | Episodio 19     | 9 novembre 2017  | 2 agosto 2022   |
| 20 | Epizod 20        | Episodio 20     | 13 novembre 2017 | 4 agosto 2022   |
| 21 | Epizod 21        | Episodio 21     | 14 novembre 2017 | 4 agosto 2022   |
| 22 | Epizod 22        | Episodio 22     | 15 novembre 2017 | 4 agosto 2022   |
| 23 | Epizod 23        | Episodio 23     | 16 novembre 2017 | 9 agosto 2022   |